# Baumgarten (Burgenland)
Baumgarten (węg. Sopronkertes, burg.-chorw. Pajngrt) – gmina w Austrii, w kraju związkowym Burgenland, w powiecie Mattersburg. Liczy 889 mieszkańców (1 stycznia 2014).